# ニシ汁
ニシ汁は、愛知県知多郡南知多町の篠島で主に食べられる郷土料理。巻貝の一種、イボニシを使った汁物である。

## 概要
イボニシはアクキガイ科の肉食性巻貝で、岩礁潮間帯に広く生息し、篠島や三河湾沿岸地方では「ニシ」と呼ばれ、食用にされる。イボニシの内臓には独特なピリピリした辛味と酸味を有しており、ニシ汁はその特徴を生かした料理である。
團伊玖磨は「螺汁」という題名のエッセイを執筆し、その味に満足した旨を綴っている。

## 作り方
1. 水洗いした貝の殻を石などで砕き、内臓と肉を取り出す。それを生のまま、すり鉢で粘り気が出るまで細かく磨り潰す。
2. 同時進行で、出汁用の小魚と赤味噌（豆味噌）を焼く。
3. 磨り潰した貝の肉や内臓に焼いた味噌や小魚を混ぜ、さらに磨り潰す。
4. 最後に水や熱湯を加えてかき混ぜれば完成となる。

調理のポイントは、貝を生のまま打ち割って身を取り出すことである。貝を茹でてから身を取り出せば特有の辛味が減じ、さらに内臓部分が千切れて殻の中に残ってしまう。風味の源となる内臓を効率よく集めるため、生から調理する。食べ方は様々だが、もっとも主流の食べ方は炊き立ての飯にかけてお茶漬け風にするものである。